# Luna 2

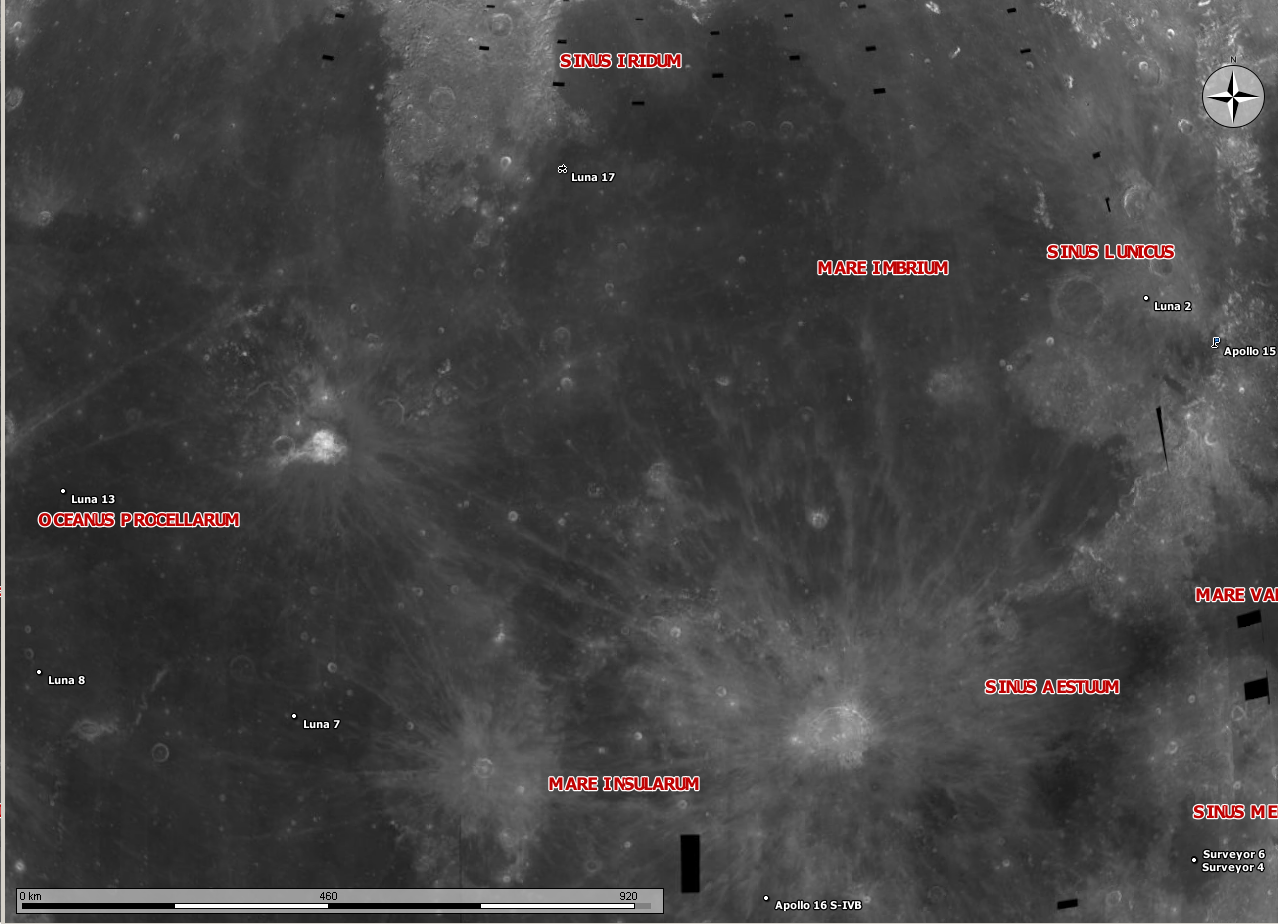
La sonde spatiale s'écrase sur la Lune à une centaine de kilomètres du site d'atterrissage d'Apollo 15 (en haut à droite sur cette carte).

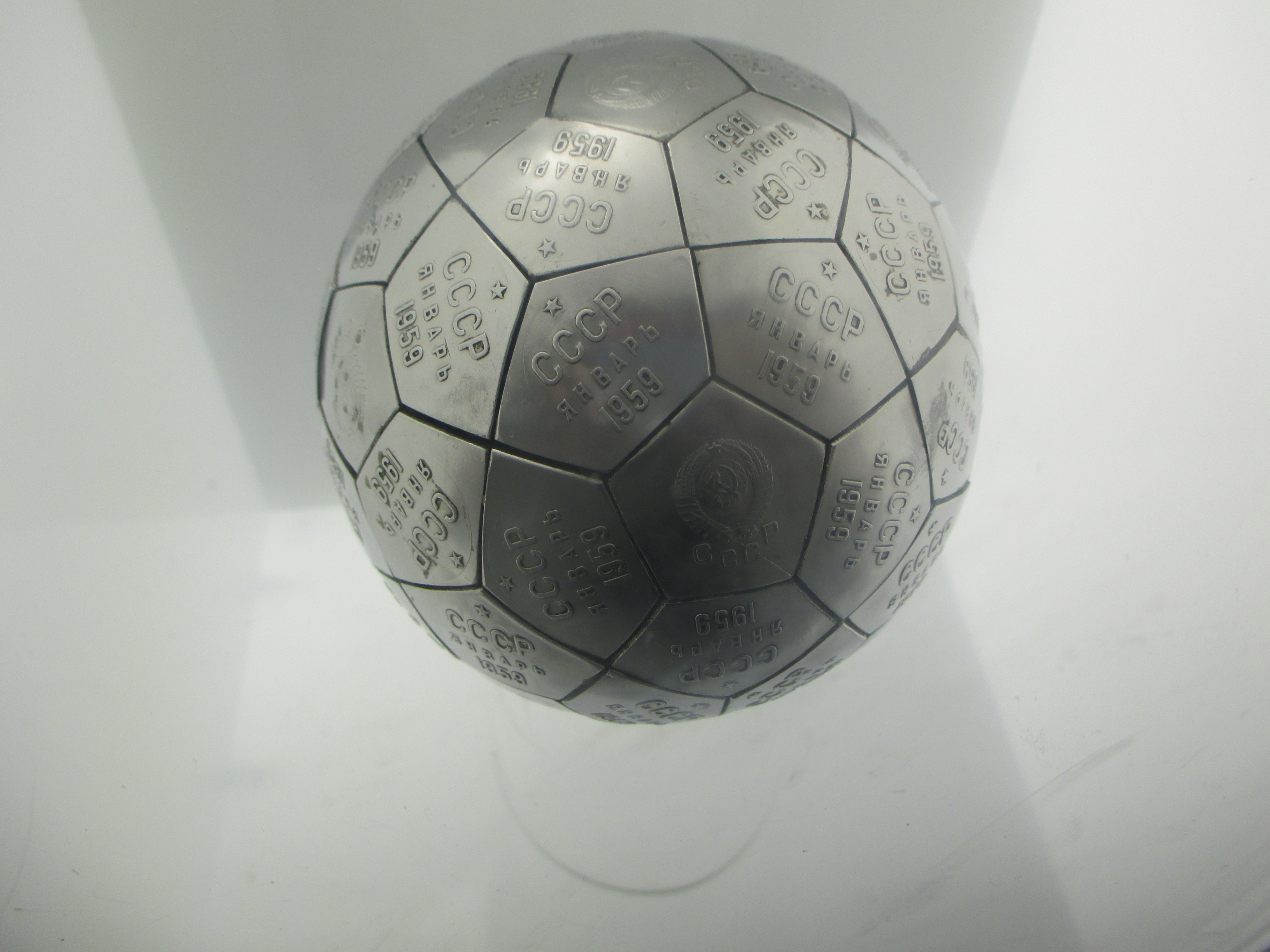
Le lanceur et la sonde spatiale Luna 2 contenaient trois de ces sphères en acier inoxydable portant les inscriptions « СССР январь 1959 » (« URSS janvier 1959 ») qui devaient être libérées sur le sol lunaire.

Luna 2 (ou Lunik 2 ou Objet 00114) est une sonde spatiale soviétique lancée en 1959 vers la Lune. Elle est développée au tout début de l'ère spatiale dans un contexte de compétition intense avec les États-Unis. C'est le premier engin spatial à entrer en contact avec un autre corps céleste. Luna 2 marque le début de l'exploration du Système solaire par des engins spatiaux.

## Contexte de la mission
Le lancement du premier satellite artificiel, Spoutnik 1 par le missile balistique intercontinental soviétique R-7 Semiorka a lieu en octobre 1957. Mais dès 1955, le futur responsable du programme spatial soviétique, Sergueï Korolev, envisage d'utiliser cette fusée pour lancer une sonde spatiale vers la Lune. Il suffit, selon ses calculs, d'ajouter un étage supplémentaire au missile pour atteindre la vitesse de libération de l'attraction terrestre (11,2 km/s contre 7,9 km/s pour une satellisation en orbite basse) et lancer un engin spatial de quelques centaines de kilogrammes vers notre satellite naturel. Après le succès retentissant de Spoutnik 1, Korolev crée au sein de son bureau d'études, l'OKB-1, trois nouvelles entités dédiées respectivement aux satellites de télécommunications, aux missions habitées et aux sondes spatiales lunaires. Cette dernière structure est placée sous la responsabilité de Mikhail Tikhonravov et de Gleb Maximov. Par ailleurs, un programme comportant une série de missions lunaires aux difficultés croissantes est élaboré par l'académicien soviétique Mstislav Keldych. Ce plan prévoit :
- un premier vol (Ye-1) consistant à envoyer un engin s'écraser sur la Lune ;
- une mission de photographie de la face cachée de la Lune (Ye-2) ;
- une mission consistant à faire exploser une bombe nucléaire sur la surface de la Lune pour prouver de manière irréfutable que la sonde a atteint notre satellite naturel (Ye-3). Une maquette de la sonde emportant une bombe atomique sera réalisée mais cette version sera abandonnée rapidement à cause des risques d'accident au lancement, d'un manque de visibilité de l'explosion et des effets négatifs sur la communauté scientifique ;
- Ye-5 consiste à effectuer un relevé photographique détaillé de la surface de la Lune ;
- Ye-6 doit couronner le programme avec un atterrissage en douceur et la transmission d'un panorama lunaire.

Cette liste est soumise à l'Académie des sciences soviétique et au dirigeant soviétique Khrouchtchev. Un décret formalise l'accord de ces autorités le 20 mars 1958. Korolev fait développer le moteur du troisième étage par Sémion Kosberg, un nouvel arrivant dans le domaine des fusées et un transfuge de l'aviation. À l'époque, le fournisseur attitré des moteurs-fusées, Valentin Glouchko, ne peut fournir dans les délais l'étage souhaité. L'ensemble formé par la Semiorka et le troisième étage "Bloc Ye" (Bloc E en alphabet latin) reçoit le nom de code 8k72 mais est baptisée Luna dans les communiqués officiels. Le nouveau lanceur permet de placer en orbite basse une charge de 4,5 tonnes contre 1,3 tonne pour la variante sans 3e étage et d'envoyer vers la Lune une masse de 440 kg. La Luna, sous l'appellation Vostok, sera utilisée par la suite pour placer en orbite Youri Gagarine, le premier homme à voler dans l'espace,,.

### Les sondes Ye-1
Pour remplir le premier type de mission consistant à faire s'écraser une sonde sur la Lune, les ingénieurs développent les sondes spatiales de la série Ye-1. Celles-ci reprennent la forme sphérique des premiers satellites Spoutnik avec un diamètre plus important (80 cm au lieu de 56 cm) et une masse quatre fois plus élevée (361,3 kg pour Luna 1). La coque extérieure est réalisée dans un alliage d'aluminium et de magnésium. Plusieurs antennes et capteurs d'instruments scientifiques sont fixés sur la surface de la sphère parfaitement polie. La sonde ne dispose d'aucun moyen de propulsion et est stabilisée par rotation avec une vitesse de 1 tour toutes les 14 minutes. L'intérieur de la sphère est rempli d'azote pressurisé à 1,3 bar ; un ventilateur brasse le gaz pour le maintenir à une température comprise entre 20 et 25 °C en exploitant la présence de sources de chaleur (l'électronique embarquée) et de froid (la face de la sonde située à l'ombre). L'énergie est fournie par des batteries zinc-argent. Un émetteur/récepteur radio transmet les télémesures et scientifiques en bande métrique avec un débit de 1 kilobit par seconde. La sonde dispose d'un émetteur de secours fonctionnant en ondes courtes. La charge utile comprend :
- un magnétomètre tri axial ;
- un détecteur de rayons cosmiques par effet Tcherenkov ;
- un détecteur de micrométéorites utilisant l'effet piezoélectrique ;
- des détecteurs d'ions du vent solaire ;
- des compteurs Geiger (sous-série Ye-1A uniquement).

Par ailleurs, le troisième étage du lanceur embarque une charge de sodium qui est libérée dans la magnétosphère à très haute altitude.

## Une série d'échecs (septembre 1958 - juin 1959)
Au début de l'ère spatiale, les lanceurs manquent de fiabilité et de précision. Ils explosent en vol, la durée du temps de combustion des étages, dont dépend la précision des trajectoires, est mal maitrisée et l'allumage d'un étage durant le vol reste un exercice aléatoire. Une erreur de 1 m/s (0,01 %) dans la vitesse de la fusée, d'une minute d'arc dans l'azimut de la trajectoire ou de 10 secondes dans l'heure de lancement entraine un écart de 200 km au niveau de la Lune. Les ingénieurs soviétiques vont lancer en 1958 et 1959 six sondes spatiales de la série Ye-1 avant d'atteindre leur objectif.
Au printemps 1958, le responsable du programme spatial soviétique, Sergueï Korolev, apprend que les États-Unis, avec lesquels l'Union Soviétique a entamé une course de prestige, préparent l'envoi d'une sonde vers la Lune au cours de l'été dans le cadre du programme Pioneer. Bien que le troisième étage développé par Kosberg ne soit pas parfaitement au point, Korolev fait préparer le lancement d'une sonde lunaire Ye-1 à la date prévue pour le lancement de la sonde spatiale américaine ; la trajectoire calculée par l'équipe soviétique est plus courte et la sonde soviétique est assurée d'arriver avant la sonde américaine. Pour ce lancement comme pour tous les suivants, les Soviétiques ne dévoilent la mission et son contenu qu'après coup et seulement s'ils sont réussis, tandis que les Américains annoncent à l'avance la date et les objectifs de leurs sondes spatiales. Les échecs soviétiques sont ainsi dissimulés accentuant l'impression de domination de l'astronautique soviétique durant les premières années de l'ère spatiale. Le 17 aout, jour du lancement de la première sonde lunaire américaine Pioneer, le lanceur américain explose en vol. Korolev décide de reporter son propre lancement pour améliorer la fiabilité du lanceur. Le premier lancement de la sonde lunaire soviétique a lieu le 23 septembre, mais il échoue. Un problème de résonance entraine la désintégration du lanceur en cours de vol. Le jour de la deuxième tentative américaine, le 11 octobre, Korolev dispose d'un lanceur également prêt. Le troisième étage du lanceur de la sonde américaine Pioneer 1 est à nouveau victime d'une défaillance mais la fusée soviétique qui est lancée dans la foulée est de nouveau victime du phénomène de résonance. Le problème est corrigé et une troisième tentative est effectuée le 4 décembre. Le lancement échoue à nouveau à la suite d'une défaillance de la turbopompe injectant l'oxygène dans la chambre de combustion du troisième étage. Les Américains sont aussi peu chanceux avec leur lanceur puisque leurs deux tentatives des 8 novembre et 6 décembre échouent également.
Lors de la quatrième tentative soviétique, le 2 janvier 1959, tous les étages du lanceur remplissent leur rôle et la sonde parvient enfin à s'arracher à l'orbite terrestre. Mais la trajectoire suivie n'est pas parfaite, car l'arrêt du second étage, qui est radiocommandé, est déclenché trop tard. La sonde qui devait s'écraser sur la Lune passe à 5 965 km de distance et se trouve placée sur une orbite héliocentrique. C'est donc un demi-succès pour l'équipe de Korolev, mais les autorités soviétiques s'empressent néanmoins d'annoncer que la sonde a parfaitement rempli les objectifs qui lui étaient fixés en réalisant trois premières : s'arracher à l'orbite terrestre, survoler à faible distance la Lune et se placer sur une orbite héliocentrique. La sonde est sur le moment baptisée Mechta (rêve en russe) mais sera renommée un an plus tard Luna 1. Ses instruments permettent de découvrir le vent solaire. Aucun champ magnétique significatif d'origine lunaire n'est mis en évidence et le flux de micrométéorites s'avère beaucoup plus faible que prévu. Deux mois plus tard, les Américains réussissent à leur tour à survoler la Lune (mission Pioneer 4). La sonde lunaire soviétique est légèrement modifiée (version Ye-1A emportant un piège à ions conçu par Konstantin Gringauz sur l'hémisphère opposé à ses antennes) et est lancée le 18 juin 1959. Mais cette cinquième tentative échoue car le lanceur est victime d'une défaillance d'un de ses gyroscopes.

## Déroulement de la mission
La sixième tentative a eu lieu le 12 septembre 1959, après que le lancement depuis le cosmodrome de Baïkonour a été repoussé trois fois. À l'instar de Luna 1, elle libère le 13 septembre un nuage orange de sodium gazeux facilitant le suivi de sa trajectoire et permettant une nouvelle fois d'étudier le comportement du gaz dans l'espace. Ce même jour, après 33 heures et 30 minutes de vol, la sonde Luna 2 cesse d'émettre des signaux radio au moment de son impact sur la Lune. Son point d'impact est localisé dans la région lunaire de Palus Putredinis, à l'est de la Mare Imbrium, entre les cratères Archimèdes et Autolycos. Ce lieu, qui sera baptisé par la suite Sinus Lunicus en mémoire de la sonde Luna 2, est situé approximativement à une longitude de 0° et une latitude nord de 29,1°. Trente minutes plus tard, le troisième étage de sa fusée s'écrase également sur la Lune. Étant donné la vitesse estimée de l'impact (3,3 km/s, soit plus de 10 000 km/h), la sonde Luna 2 ainsi que le troisième étage de sa fusée se sont vraisemblablement vaporisés au moment de l'impact. D'un point de vue scientifique, Luna 2 restera dans l'histoire comme la première sonde à avoir prouvé la présence du vent solaire dans l'espace grâce à son piège à ions. Elle a également confirmé l'absence de champ magnétique (détectable) de la Lune et révélé l'absence de ceinture de radiations autour de la Lune,,.

## Postérité
Pour la première fois, un engin construit par l'homme atteint la surface d'un autre corps céleste. La sonde s'écrase. Tous les instruments scientifiques ont parfaitement fonctionné et l'absence de champ magnétique lunaire significatif est confirmé. Khrouchtchev utilise cette nouvelle preuve de la supériorité de la technique soviétique en offrant au président Eisenhower le 15 septembre, lors d'un séjour effectué aux États-Unis, une réplique de sphères ornées des symboles soviétiques qui se sont écrasées sur la Lune avec la sonde,.